# Catantops terminalis
Catantops terminalis är en insektsart som beskrevs av Willy Adolf Theodor Ramme 1929. Catantops terminalis ingår i släktet Catantops och familjen gräshoppor. Inga underarter finns listade i Catalogue of Life.